# Volha (automobil)

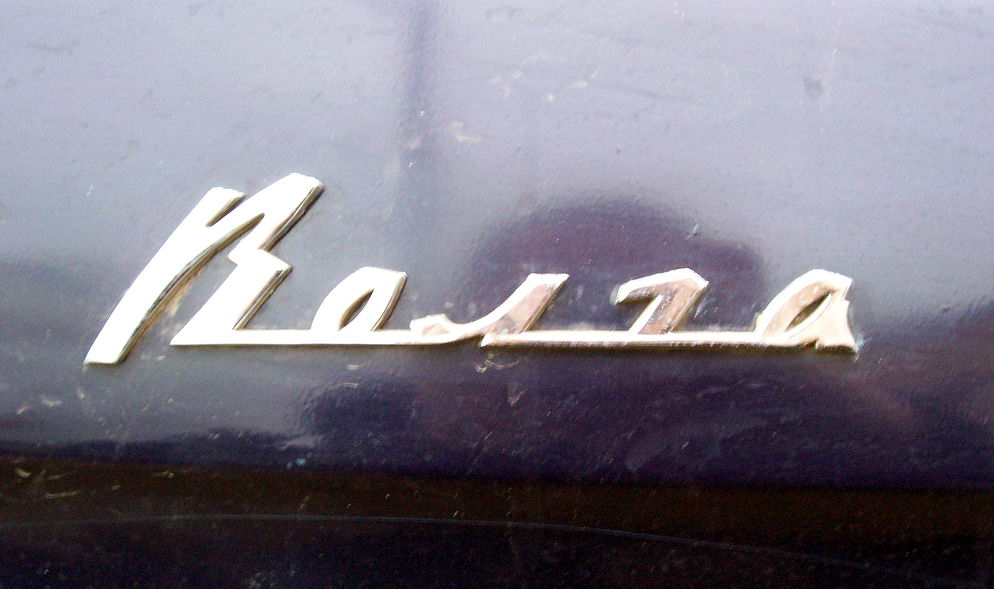
Logo "Volga" na modelu GAZ-24 Volga

Volga (rusky Волга) byla značka automobilů vyráběna ruskou (dříve sovětskou) firmou GAZ. Název je odvozen od ruské řeky Volga.
Pod značkou Volga bylo vyrobeno několik modelů. Posledním modelem Volgy byla "Volga - Siber" představena 29. srpna 2007 na autosalonu "Interavto-2007" v Moskvě. Výroba skončila v roce 2010.

## Základních modely Volha
- GAZ-21 "Volga"
- GAZ-24 "Volga"
- GAZ-3102 "Volga"
- GAZ-3101 "Volga"
- GAZ-31029 "Volga"
- GAZ-31022 "Volga"
- GAZ-3105 "Volga"
- GAZ-3110 "Volga"
- GAZ-310221 "Volga"
- GAZ-3111 "Volga"
- GAZ-31105 "Volga"
- GAZ-311055 "Volga"
- Volga Siber

## GAZ-21 "Volga"

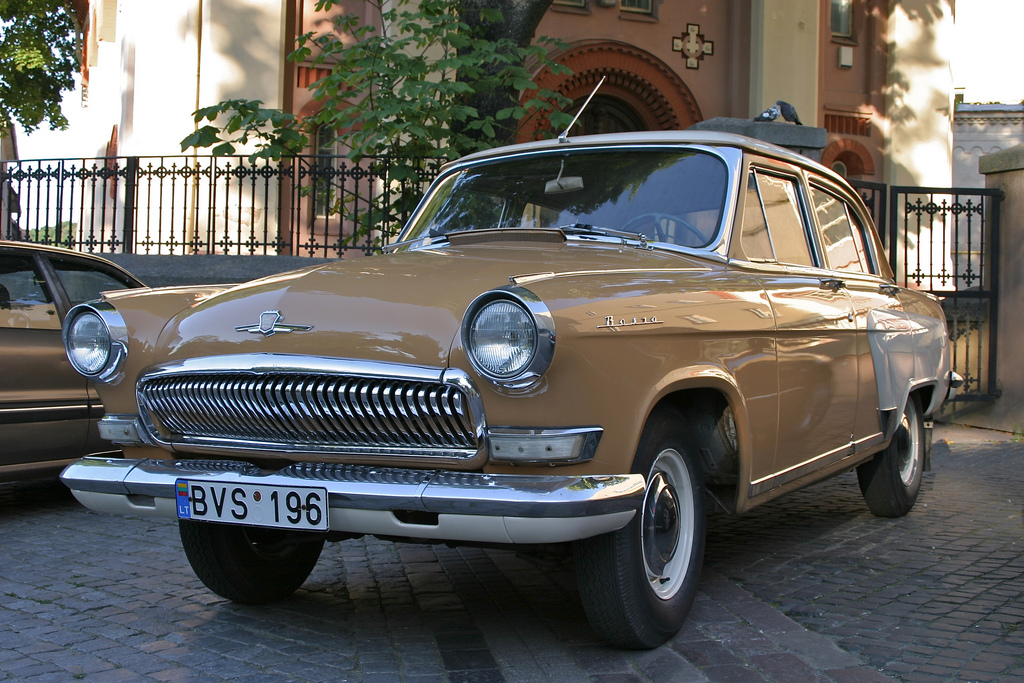
GAZ-21 Volga; třetí typ (1962-70)

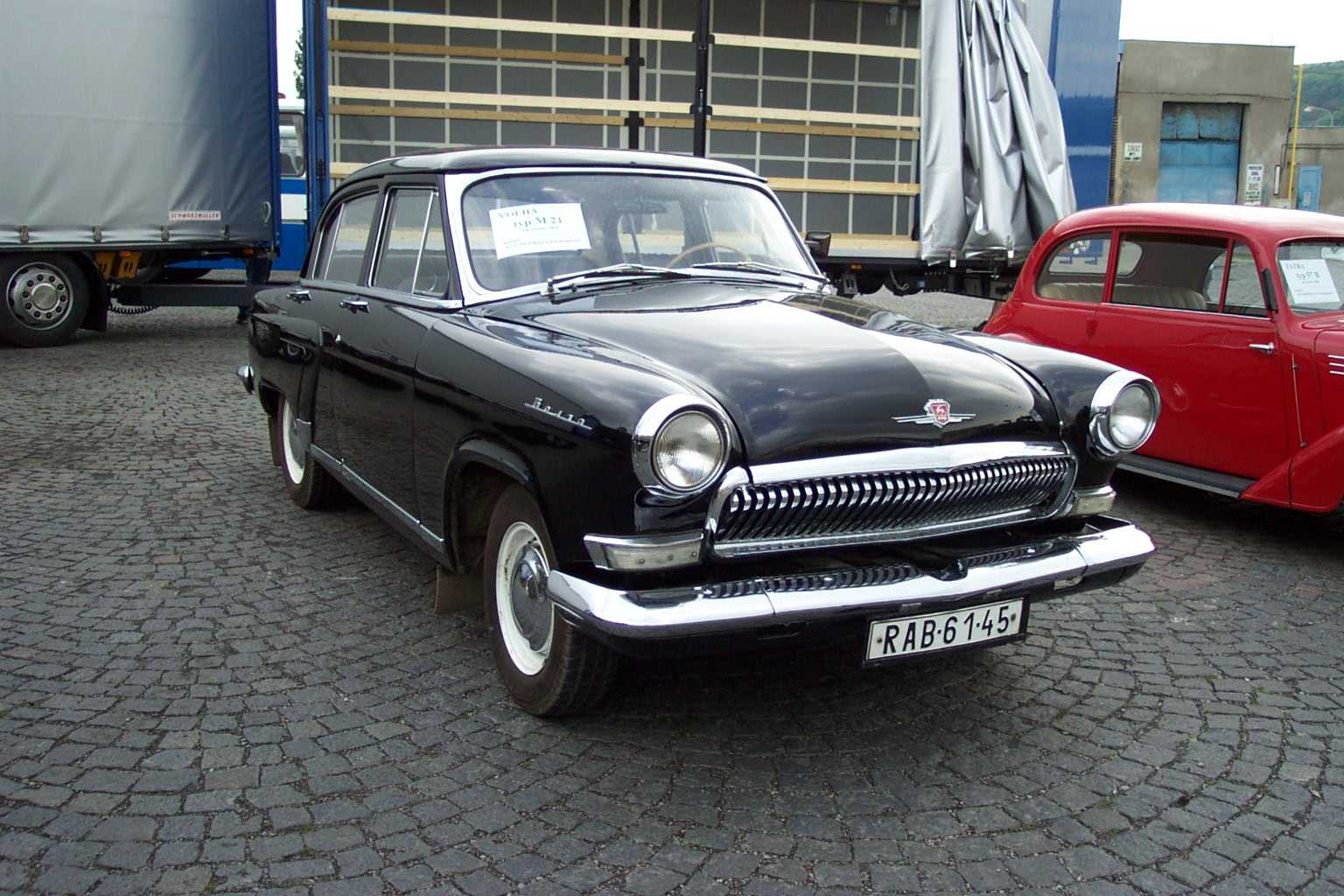
GAZ-21C Volga

Prvním modelem s názvem Volha byl GAZ-21 "Volga". Začal se vyrábět koncem roku 1956 v závodě v sovětském městě Gorkij a jeho produkce byla ukončena až v roce 1970. Během této doby prošel model několika úpravami konstrukce, karoserie i vnitřního vybavení. Za 14 let bylo celkem vyrobeno téměř 639 tisíc kusů těchto automobilů. Sovětští designéři v tomto modelu spojili evropskou a americkou konstrukční školu, což oceňovali mnozí odborníci. Např. britský časopis "The Autocar" v roce 1960 po testování Volhy GAZ-21K popsal tento vůz jako čistě sovětský originál, který je stylovou směsí současných amerických a evropských vlivů ( "... the Volga is entirely of Russian origin ... styling of the Volga is a blend of recent American and European influences ..."). 
Šlo o jeden z prvních sovětských automobilů masově vyvážených do zahraničí. V r. 1958 získala Volga GAZ-21 spolu s dalším automobilem GAZ-13 cenu Grand Prix na výstavě Expo v Bruselu. Dodnes patří mezi legendy sovětských automobilů uznávané nejen v Rusku, ale i ve světě.
Maximální rychlost Volhy GAZ-21 byla 130 km/h, rychlost z nuly na 100 km/h dosáhla za 34 sekund. Kromě standardního provedení se vyráběly i modifikace .

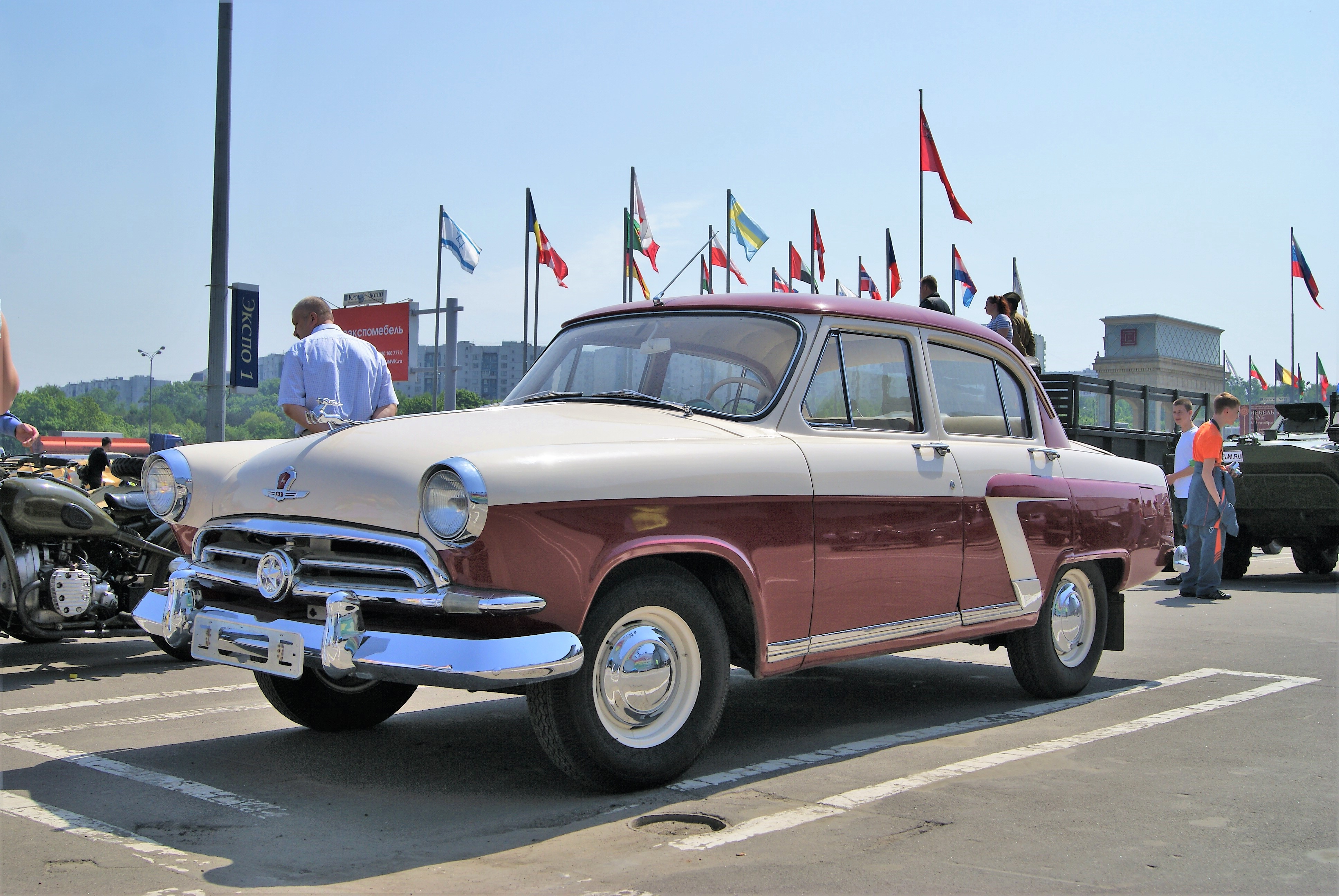
Volha GAZ-21 (1.typ, 1956-58)
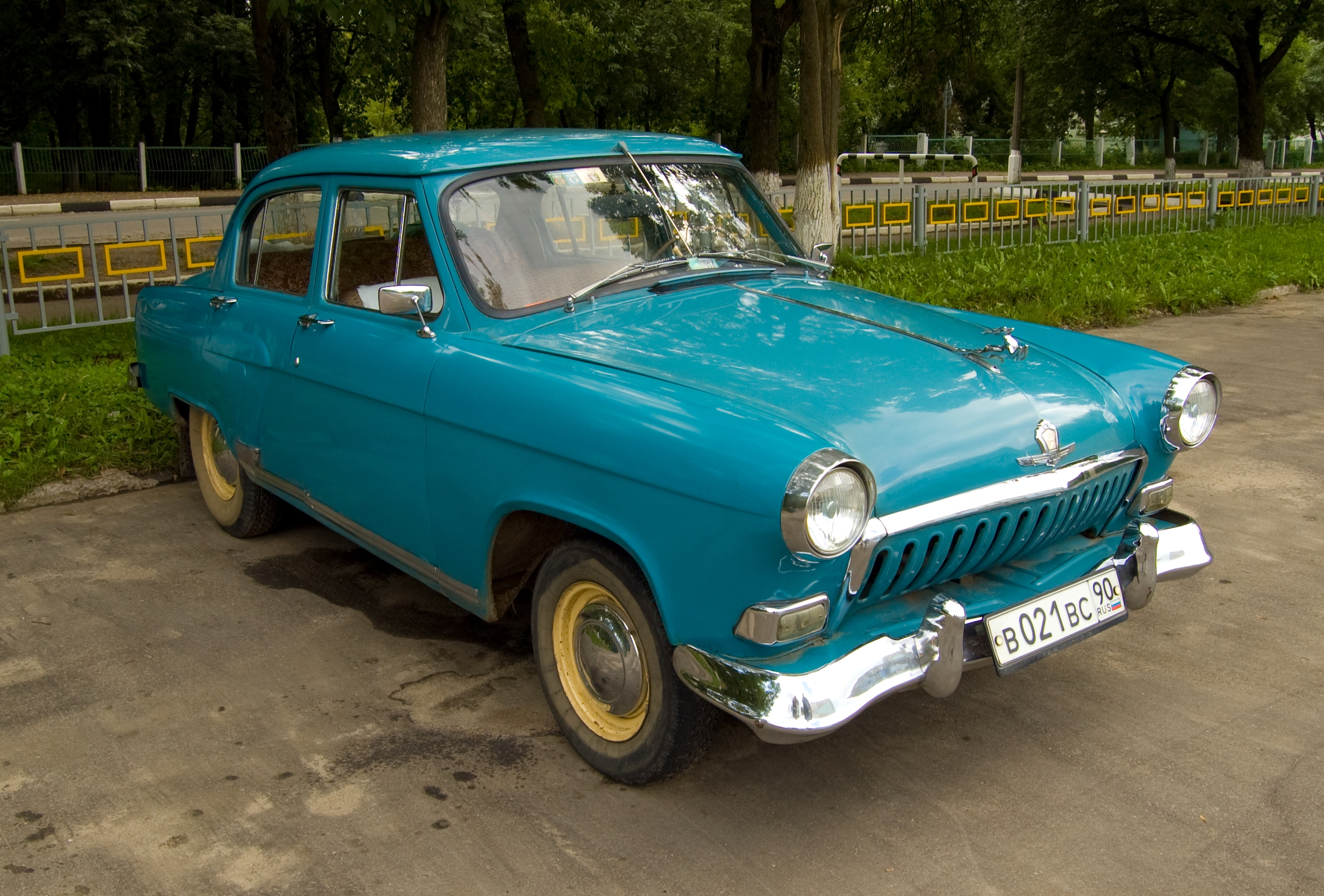
Volha GAZ-21 (2.typ, 1959-62)
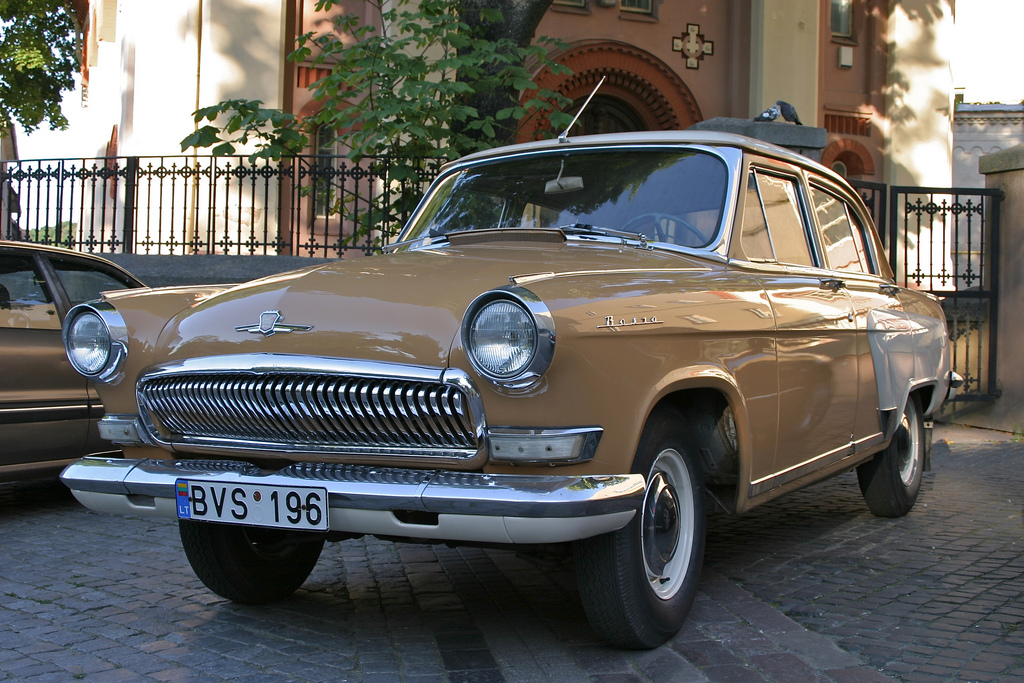
Volha GAZ-21 (3.typ, 1962-70)

### Služba
Jen menší část produkce se užívala jako soukromé osobní vozy, většina sloužila v mnoha podnicích a státních organizacích. Velká část produkce byla vyrobena jako vozidla taxislužby, která se používala především v největších městech SSSR – Moskva, Leningrad, Kyjev.. Volhy se však často užívaly jako vozidla taxislužby i v zahraničí. Kromě socialistického bloku velké množství těchto vozidel jezdilo v Řecku, Nizozemsku, Belgii, Finsku i Norsku. Podle údajů stránky home.no byla v Norsku koncem 50. a v první polovině 60. let 20. století Volha absolutním lídrem na trhu automobilů pro taxislužby, dokonce v roce 1958 byl každý čtvrtý taxík v Norsku právě Volha. Sovětský výrobce však nedokázal udržet krok s modernizačními trendy a stoupajícími nároky západního světa a své pozice v západní Evropě přenechal svým západním konkurentům.
Volhy patřily i do autoparku silových resortů SSSR - milice, dopravní policie, KGB a podobně.

#### Volha Jurije Gagarina
První člověk ve vesmíru, sovětský kosmonaut Jurij Gagarin, dostal své první auto jako dar od vlády Sovětského svazu v roce 1961. Byla to Volga GAZ-21 (typ 3) černé barvy s modrým interiérem a evidenčním číslem "78-78 MOD".

## GAZ-24 "Volha"

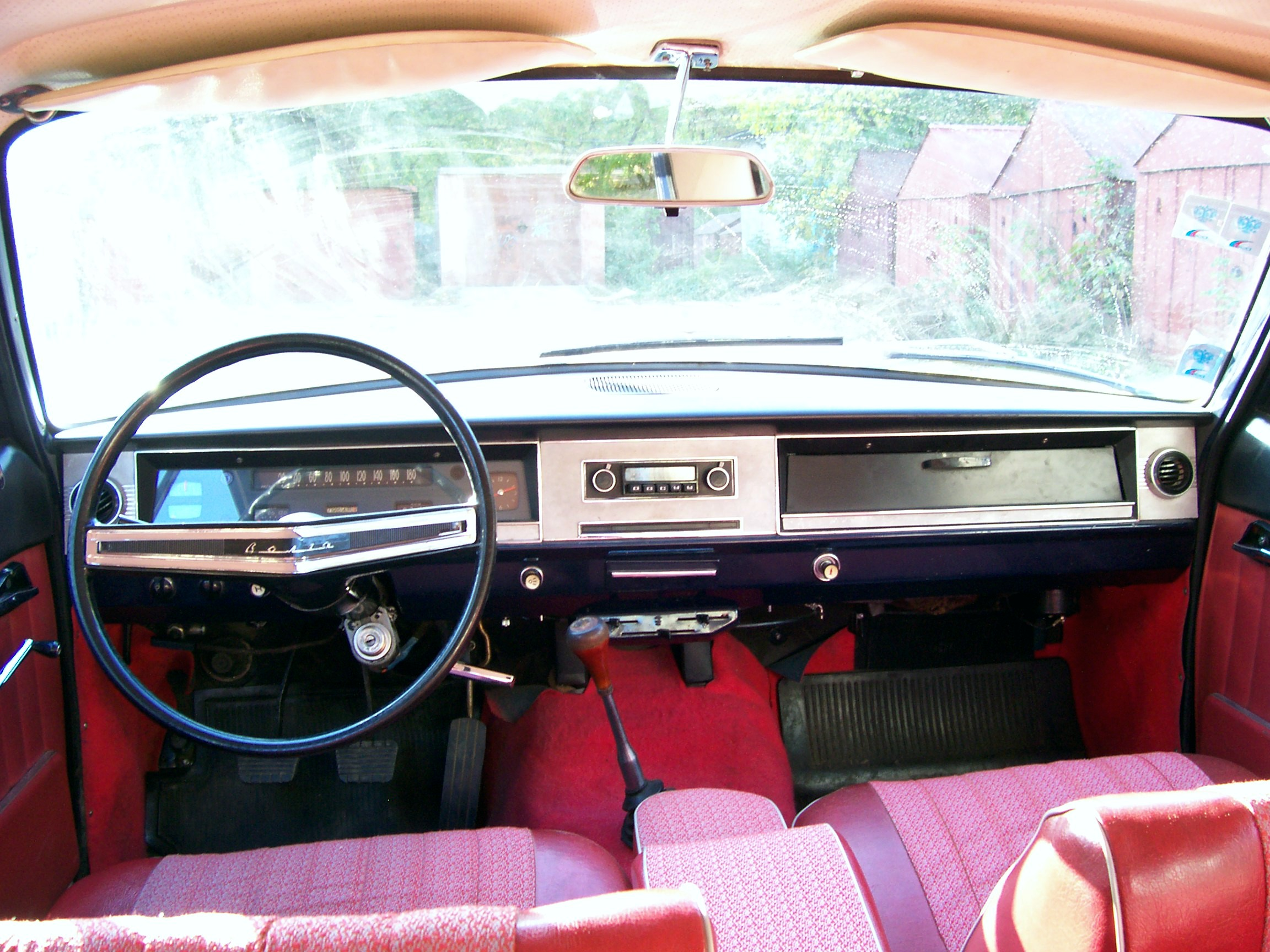
Interiér vozu GAZ-24 Volha

Úspěšná Volga GAZ-21 začala již počátkem šedesátých let 20. století zastarávat. Design byl nemoderní a technické parametry nedostatečné. Pod vedením hlavního konstruktéra A. M. Nevzorova a designérů L. I. Cikolenka a N. I. Kirejeva vznikl nový model, který měl být náhradou za Volhu GAZ-21. GAZ-24 "Volga" byl nový model osobního automobilu vyšší střední třídy; v SSSR se toto auto s oblibou označovalo přezdívkou "Dvadcaťčetvjorka" (podle čísla modelu). Volga GAZ-24 se vyznačovala čistotou forem, velikostí, prostorností, byla znakem prestiže. Masová výroba tohoto modelu byla spuštěna v roce 1970 a ukončena v roce 1986. Po výrazné modifikaci, která se promítla do modelu GAZ-24-10 "Volga" byla výroba definitivně ukončena v roce 1992. Volga GAZ-24 je jedním z nejdéle vyráběných aut v socialistickém bloku.
I tento model získal při svém uvedení několik mezinárodních ocenění, vzpomeňme zlaté medaile na mezinárodních veletrzích v Plovdivu (r. 1969) a v Lipsku (r. 1970).
Volha GAZ-24 měla motor o výkonu 98 koní, maximální rychlost 140 km/h a zrychlení z nuly na 100 km/h dosáhla za 23 sekund. Ve srovnání s předchozí Volhou byla nejpodstatnějším technickým vylepšením čtyřstupňová plně synchronizovaná převodovka.

### Modifikace

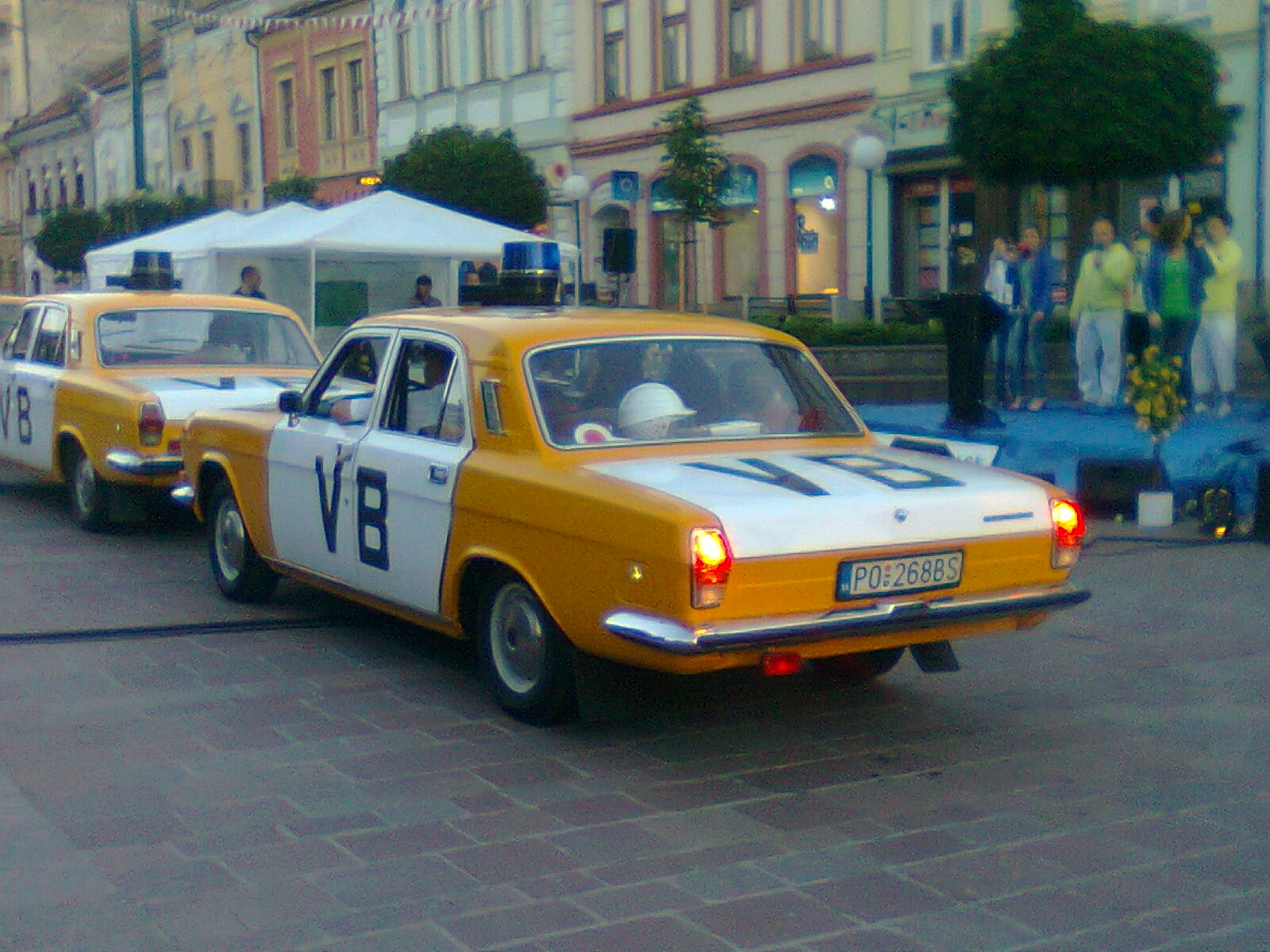
GAZ-24 Volga v barvách Veřejné bezpečnosti

Volga GAZ-24 byla v průběhu let vyráběna v různých modifikacích, které se od sebe odlišovaly některými technickými parametry, nebo celkovou úpravou vzezření. Stručný přehled a charakteristika jednotlivých modifikací:
- GAZ 24-01 - vyráběná v r. 1970-1971 určena výhradně pro taxislužbu, měla motor ZMZ-24-01 na nízkooktanový benzín A-76 (oktanové číslo 76), speciální "kostkovanou" úpravu kapoty, zelené světlo "volný", předěl interiéru, taxametr, 5 osob;
- GAZ 24-02 - verze kombi může být vybavena třetí řadou sedadel, zesílenými pneumatikami a zadními listovými pery, 7 osob;
- GAZ 24-03 - sanitka postavená na základě modelu GAZ 24-02; auto má navíc topení pro zadní část, maják a bodové vyhledávací světlo, 4 osoby + 1 na lehátku
- GAZ 24-04 - vyráběná pro taxislužbu, motor ZMZ-24-01 na nízkooktánový benzín A-76 (oktanové číslo 76), speciální "kostkovanou" úpravu kapoty, zelené světlo "volný", předěl interiéru, taxametr, jinak stejná jako model GAZ 24-02;
- GAZ 24-07 - vyráběná pro taxislužbu, pohon na LPG;
- GAZ 24-24 - vyráběná pro bezpečnostní složky, modifikovaný pohon, třístupňová automatická převodovka, hydraulický posilovač řízení, maximální rychlost 170 km/h;
- GAZ 24-54 - exportní modifikace volantu napravo (vyrobených do 100 kusů);
- GAZ 24-76 a 77 - exportní modifikace pro země Beneluxu s dieselovým motorem (Indenor) značky Peugeot (později Ford) (vyráběná od r. 1976)

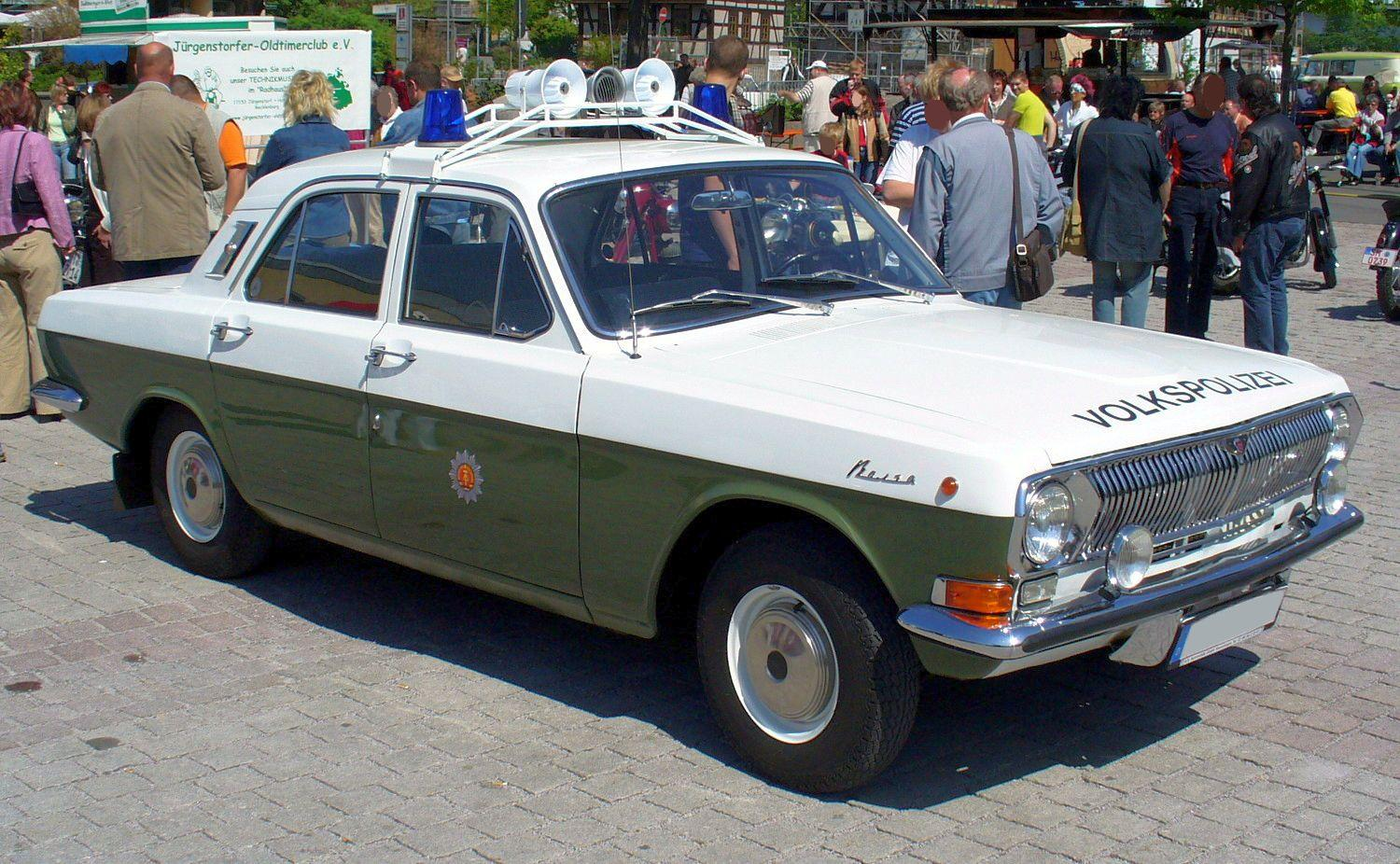
GAZ-24 Volkspolizei
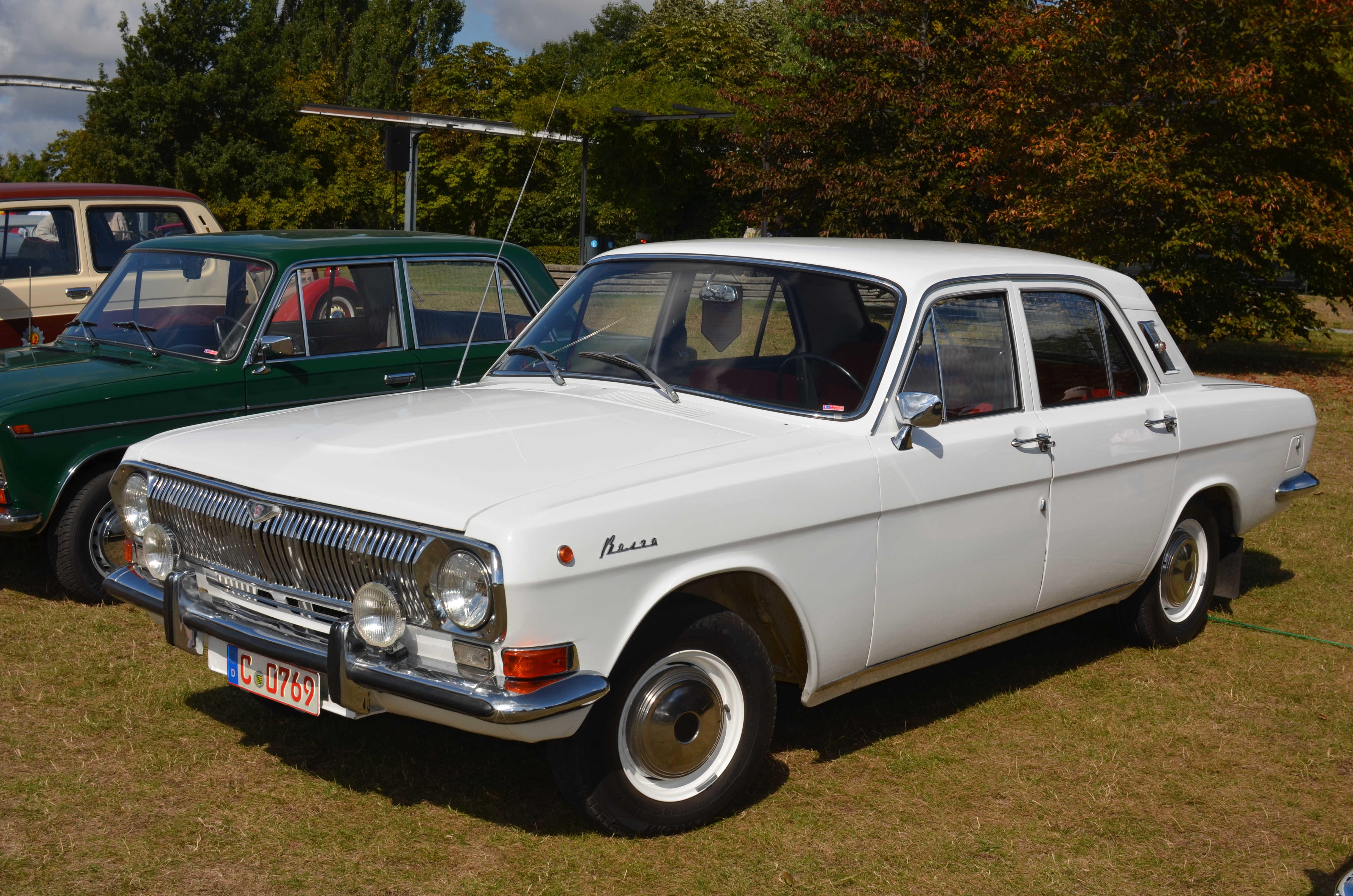
GAZ-24 sedan
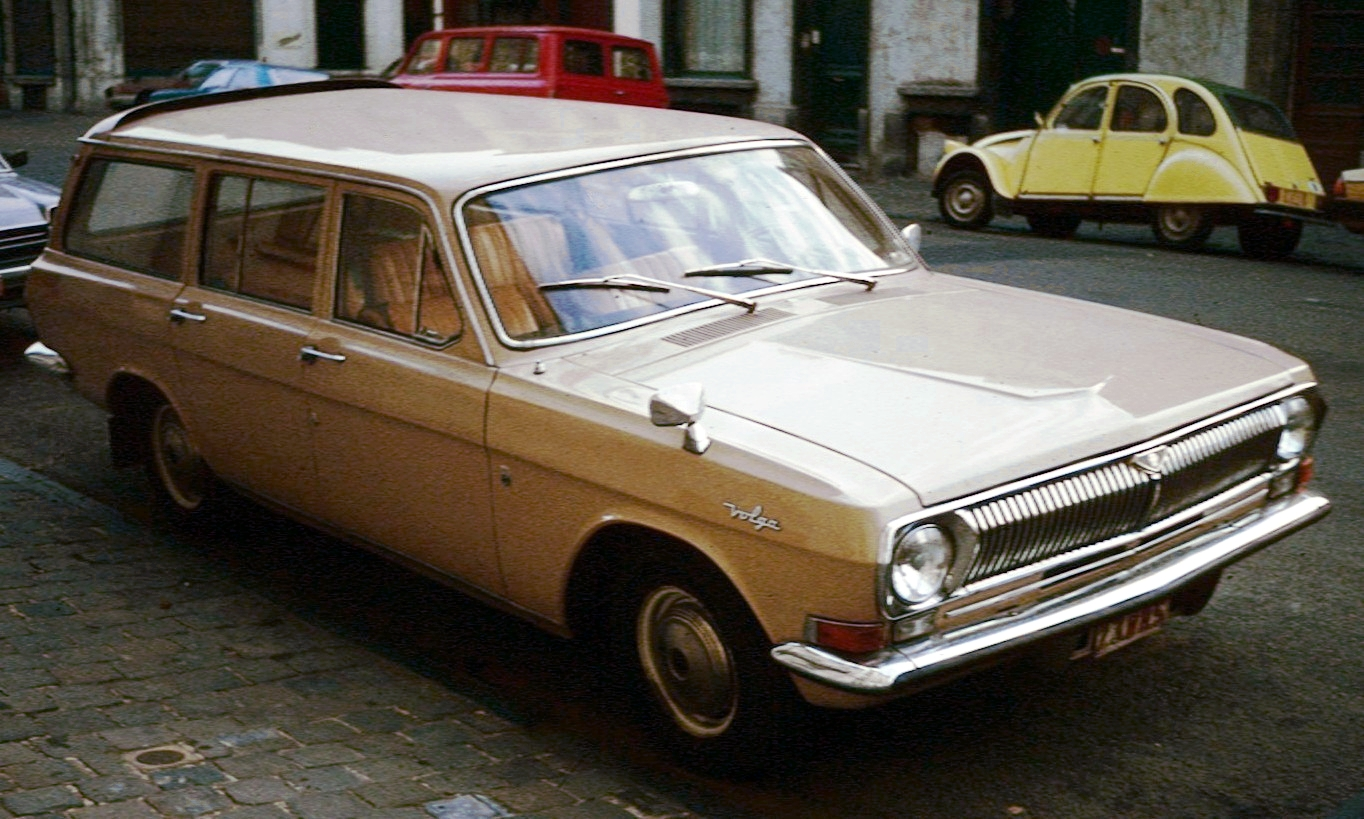
GAZ-24 kombi
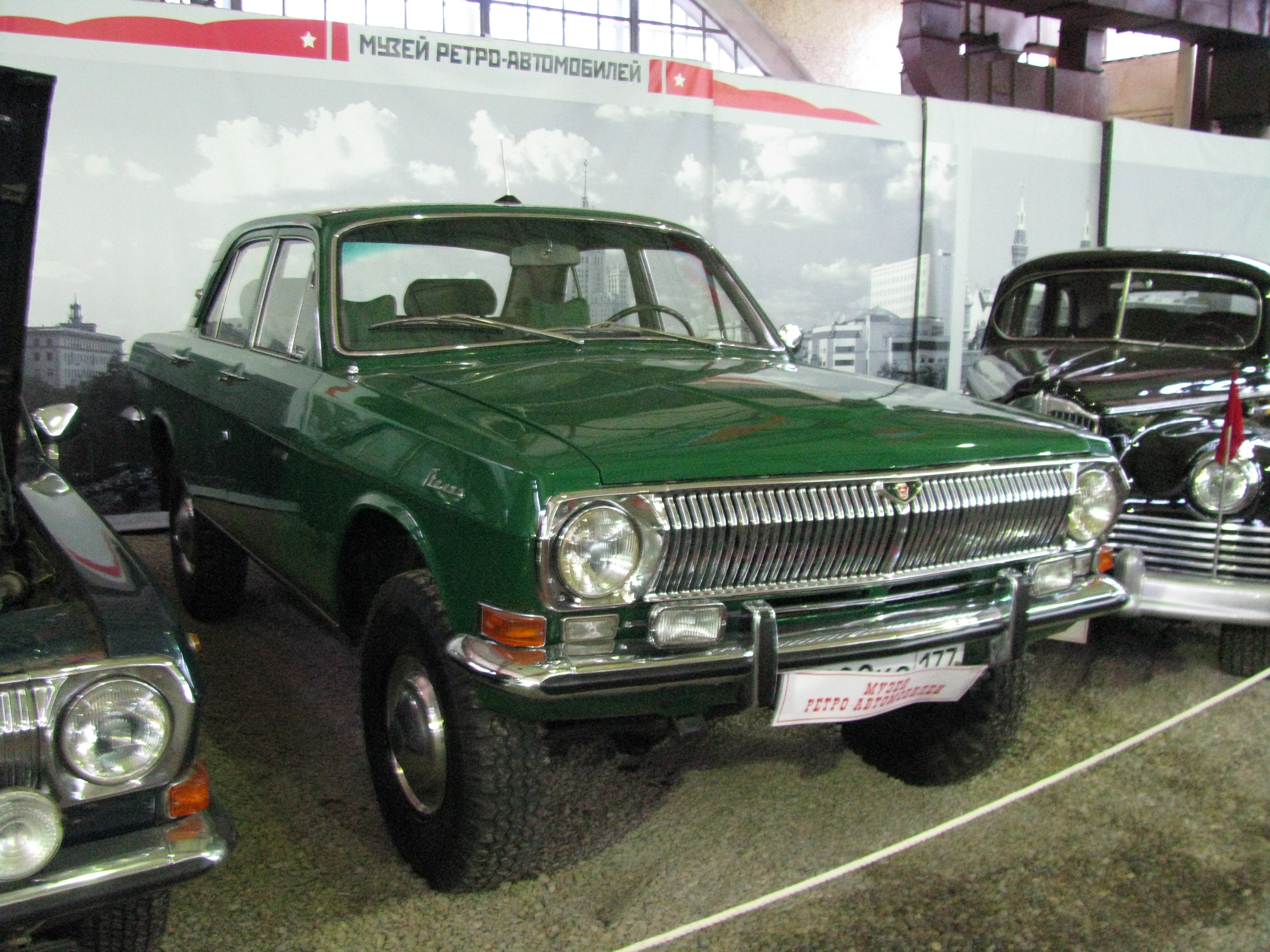
GAZ-24-95 sedan 4×4
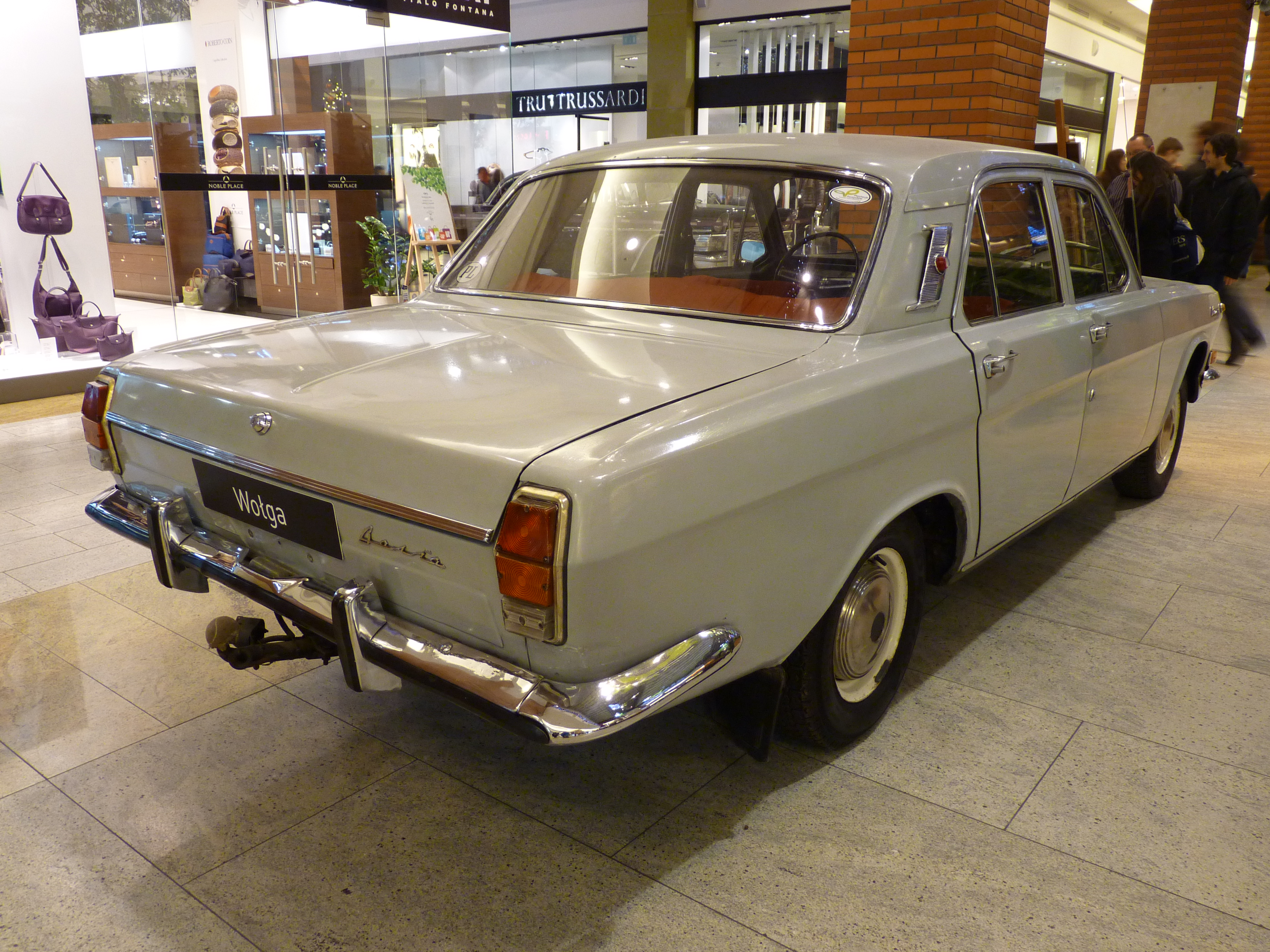
GAZ-24 zadní část
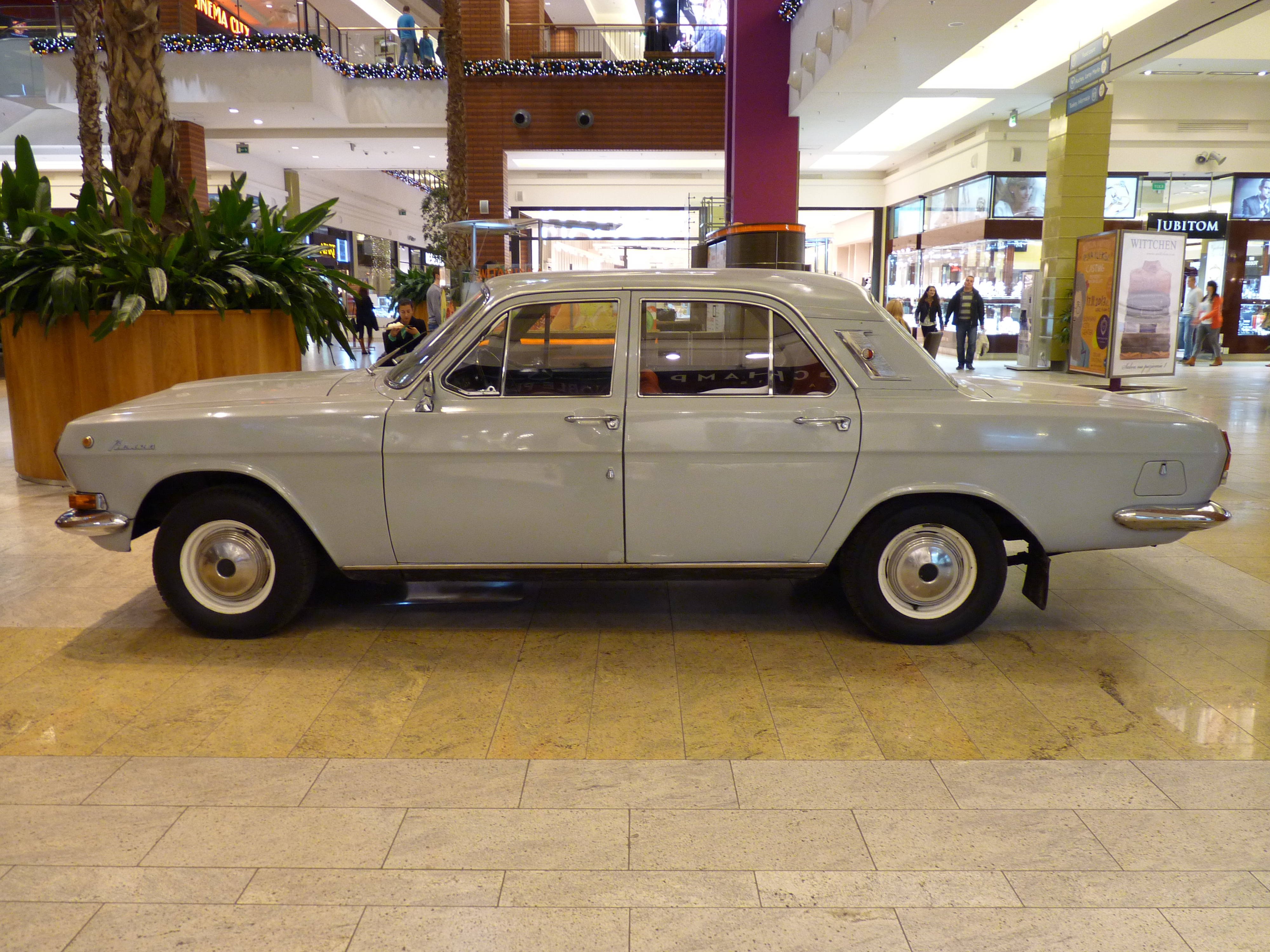
GAZ-24 z boku

## GAZ-3102 "Volha"

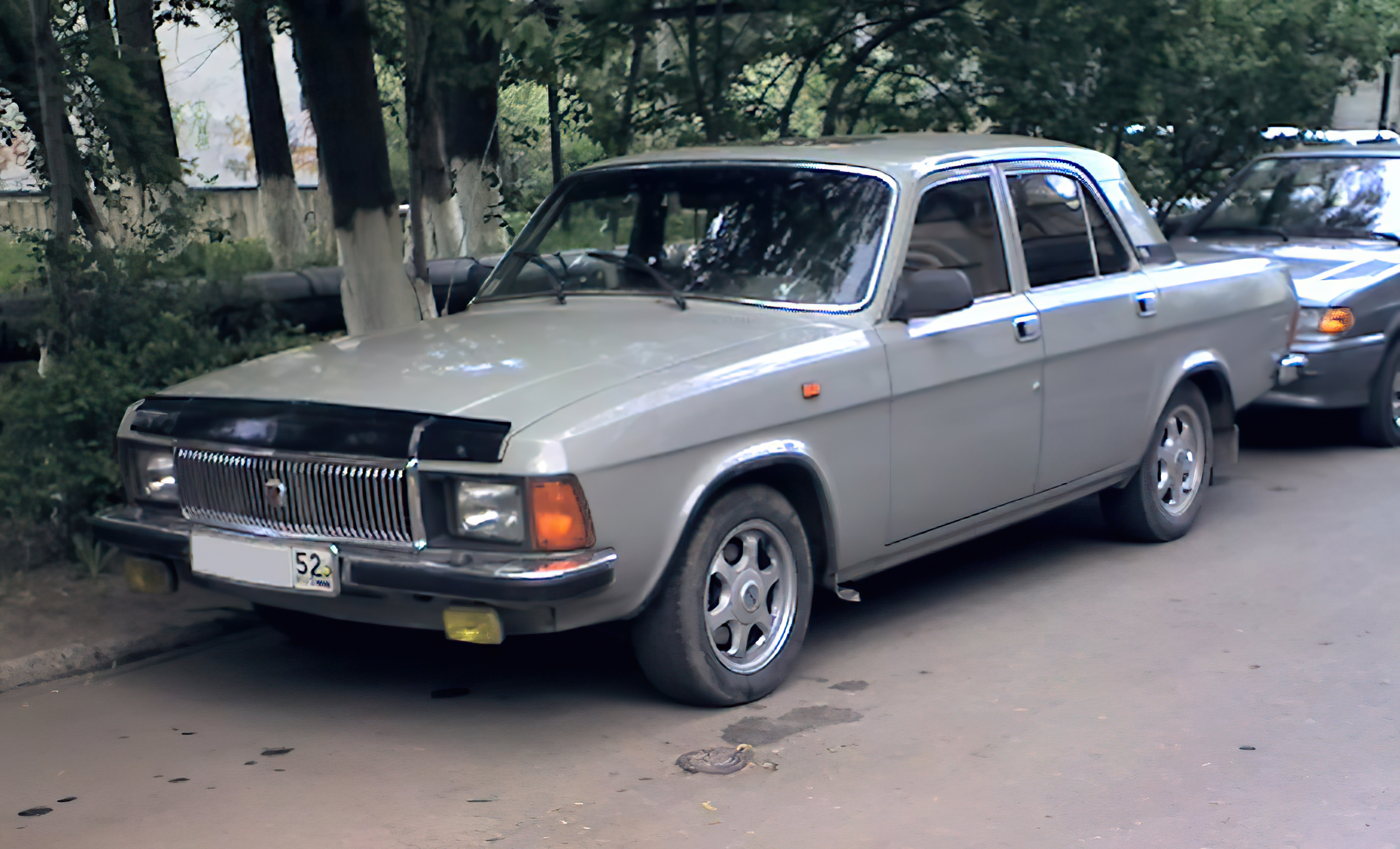
Volha 3102

V pořadí dalším modelem fabriky GAZ s názvem Volha byl model GAZ 3102 "Volha", který se vyráběl od r. 1982 do r. 2009. Tento model odrážel potřebu modernizovat v sedmdesátých letech pomalu překonanou Volhu GAZ-24.

## GAZ-3105 "Volha"
GAZ 3105 "Volha" byl vyráběn v malé sérii jako automobil pro reprezentační účely představitelů státu a Komunistické strany Sovětského svazu.

## Volha Siber

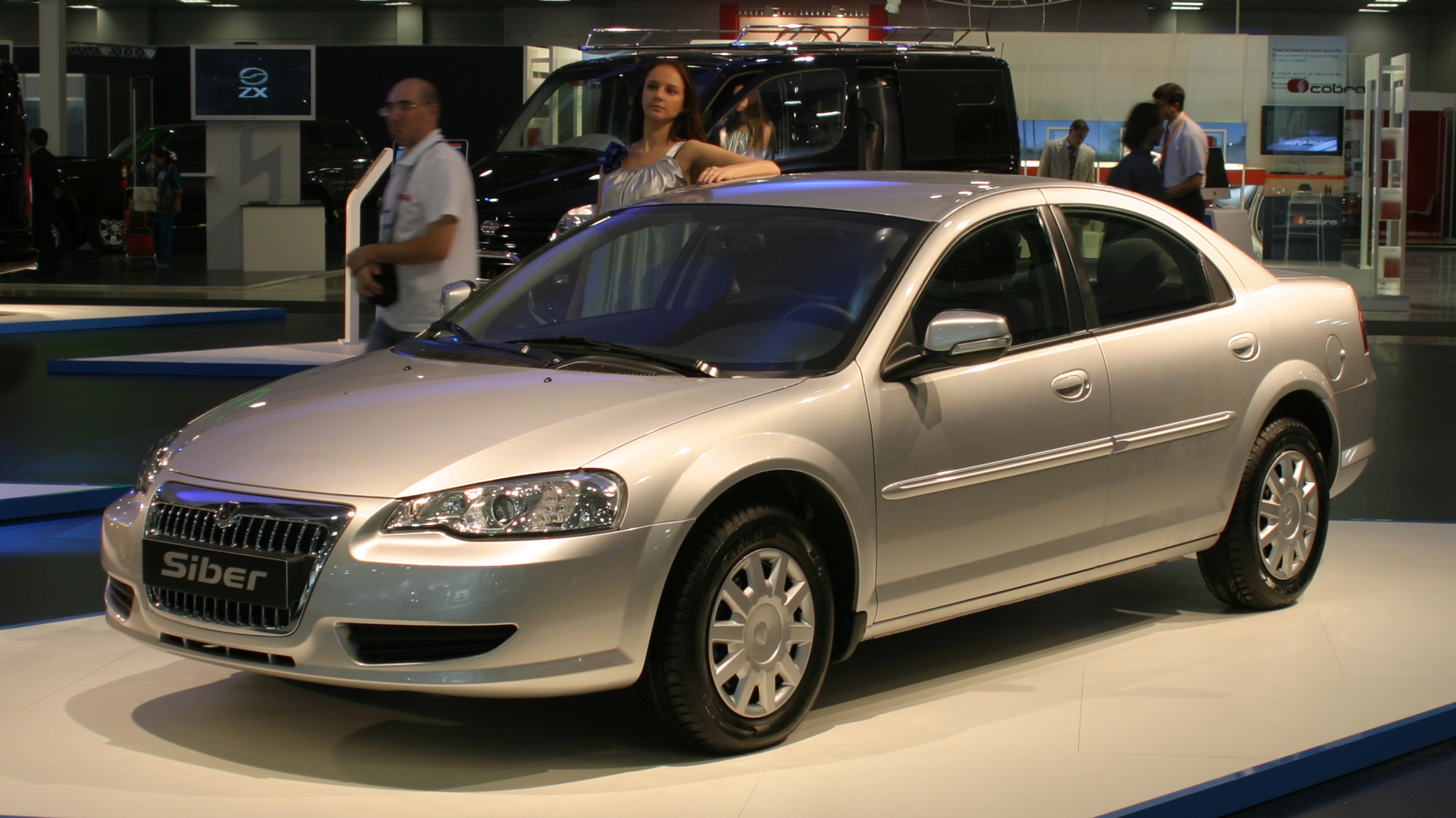
Volha Siber

Posledním modelem s názvem Volha byla Volga Siber, která byla veřejnosti oficiálně představena 29. srpna 2007 na autosalonu "Interavto-2007" v Moskvě. Šlo o osobní automobil střední třídy s karoserií typu sedan. Výroba byla koncem roku 2010 kvůli slabému prodeji ukončena.